# Liste der Kulturdenkmale in Hörnum (Sylt)
In der Liste der Kulturdenkmale in Hörnum (Sylt) sind alle Kulturdenkmale der schleswig-holsteinischen Gemeinde Hörnum (Sylt) (Kreis Nordfriesland) aufgelistet (Stand: 10. März 2025). 

## Legende
In den Spalten befinden sich folgende Informationen:
- Objekt-ID: die Nummer des Kulturdenkmales
- Lage: die Adresse des Kulturdenkmales und die geographischen Koordinaten. Kartenansicht, um Koordinaten zu setzen. In der Kartenansicht sind Kulturdenkmale ohne Koordinaten mit einem roten Marker dargestellt und können in der Karte gesetzt werden. Kulturdenkmale ohne Bild sind mit einem blauen Marker gekennzeichnet, Kulturdenkmale mit Bild mit einem grünen Marker.
- Offizielle Bezeichnung: Bezeichnung des Kulturdenkmales
- Beschreibung: die Beschreibung des Kulturdenkmales
- Bild: ein Bild des Kulturdenkmales

## Bauliche Anlagen
| Objekt-ID      | Lage                                        | Offizielle Bezeichnung | Beschreibung | Bild                             |
| -------------- | ------------------------------------------- | ---------------------- | --- | -------------------------------- |
| 9025 Wikidata  | An der Düne (54° 45′ 15″ N, 8° 17′ 32″ O)   | Leuchtturm Hörnum      | Die Grundsteinlegung des Leuchtturmes erfolgte im Januar 1907. Am 8. August 1907 wurde er in Betrieb genommen. lteintragung (Aktualisierung vorgesehen) - Begründung: Alteintragung (Aktualisierung vorgesehen) - Schutzumfang: Alteintragung (Aktualisierung vorgesehen) - Denkmaltyp: Bauliche Anlage | weitere Fotos \| Fotos hochladen |
| 10567 Wikidata | An der Düne (54° 45′ 15″ N, 8° 17′ 30″ O)   | Wärterhaus             | Ehemaliges Wohnhaus des Leuchtturmwärters; Alteintragung (Aktualisierung vorgesehen) - Begründung: Alteintragung (Aktualisierung vorgesehen) - Schutzumfang: Alteintragung (Aktualisierung vorgesehen) - Denkmaltyp: Bauliche Anlage                                                                    | BW                               |
| 9701 Wikidata  | Hangstraße 38 (54° 45′ 32″ N, 8° 17′ 27″ O) | Kirche St. Thomas      | St. Thomas steht seit 1997 unter Denkmalschutz. Sie ist damit die jüngste unter Denkmalschutz stehende Kirche in Schleswig-Holstein. Alteintragung (Aktualisierung vorgesehen) - Begründung: geschichtlich, künstlerisch, städtebaulich - Schutzumfang: gesamtes Objekt - Denkmaltyp: Bauliche Anlage   | weitere Fotos \| Fotos hochladen |

## Quelle
- Liste der Kulturdenkmale in Schleswig-Holstein – Kreis Nordfriesland (PDF)

- Karte mit allen Koordinaten:
- OSM |
- WikiMap